# Nereus (ROV)
Pour les articles homonymes, voir Nereus.

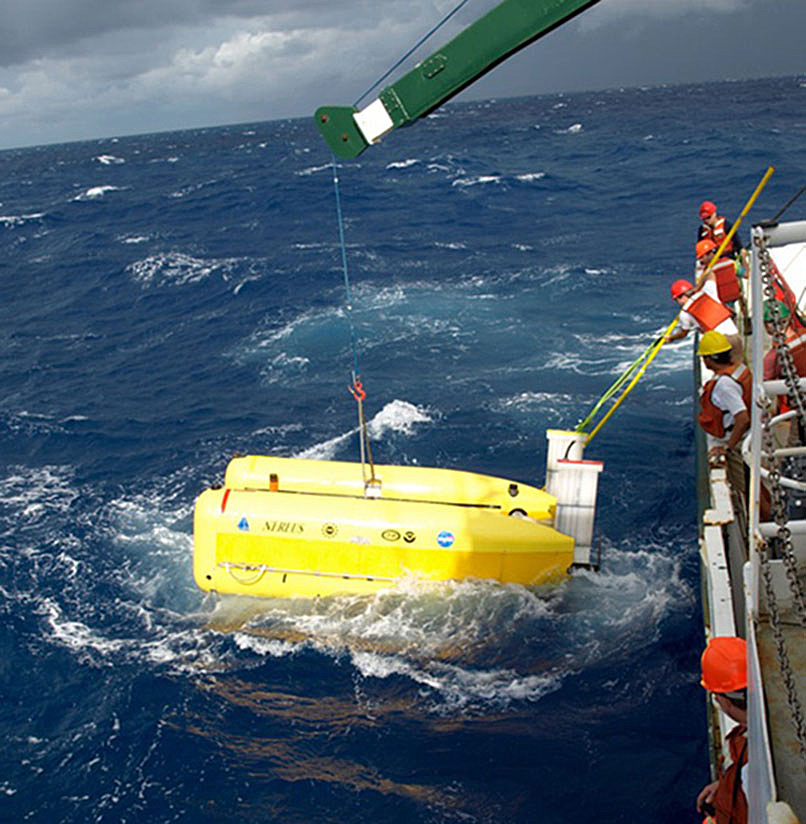
Nereus, accroché à un bateau, fin 2009.

Nereus est un ROV hybride (car il peut circuler de manière autonome dans certaines conditions) conçu par l’Institut océanographique de Woods Hole afin d’explorer Challenger Deep, le point le plus profond jamais mesuré dans les océans. Il a été le troisième à s'être approché de ce point, le 31 mai 2009. Ce jour-là, il a atteint une profondeur d’environ 10 902 m.
Le câble qui permet de contrôler le Nereus est d’une épaisseur équivalente à celle d’un cheveu humain[Quoi ?][réf. nécessaire]. Environ 40 km de ce câble sont enroulés sur le Nereus et se déroulent au fur et à mesure de la progression du ROV.

## Perte
Le Nereus a été détruit accidentellement par implosion le 10 mai 2014[réf. nécessaire].